# Stryjki (województwo podlaskie)
Stryjki – wieś w Polsce położona w województwie podlaskim, w powiecie zambrowskim, w gminie Szumowo.
Dawniej Stryjki-Zaręby.
Wierni kościoła rzymskokatolickiego należą do parafii Najświętszej Maryi Panny Częstochowskiej w Szumowie.

## Historia
W latach 1921–1939 wieś leżała w województwie białostockim, w powiecie łomżyńskim, w gminie Szumowo.
Według Powszechnego Spisu Ludności z 1921 roku wieś zamieszkiwały 82 osoby w 14 budynkach mieszkalnych. Miejscowość należała do parafii rzymskokatolickiej w Szumowie. Podlegała pod Sąd Grodzki w Zambrowie i Okręgowy w Łomży; właściwy urząd pocztowy mieścił się w Szumowie.
W wyniku napaści ZSRR na Polskę we wrześniu 1939 miejscowość znalazła się pod okupacją sowiecką. Od czerwca 1941 roku pod okupacją niemiecką. Od 22 lipca 1941 do 1945 włączona w skład Landkreis Lomscha, Bezirk Bialystok III Rzeszy. W pobliżu wsi przebiegała Linia Mołotowa (Zambrowski Rejon Umocniony). Do dziś zachowały się schrony, rozsiane w okolicznych lasach. W latach 1975–1998 miejscowość administracyjnie należała do województwa łomżyńskiego.